# 海女 (韓國)
海女（韓語：해녀），是指韩国济州傳統的女性潜水員，而海女的工作被稱為趕海（물질）。海女文化富含特色，居住在韓國濟州道的各個島嶼，使得濟州和韓國本土有鮮明的文化差異。17世紀為了填補男性勞力的短缺而出現，直到現在仍保有特色，當地政府設置許多機構來維持、宣導海女文化。因為她們的獨特的潛水方式、嚴謹的階級組織、海神祭典以及半母系社會，在2016年列入聯合國教科文組織人類非物質文化遺產。1950年代海女人口大約達3萬人，直到1960年代濟州島仍有21%的女性島民為職業海女，她們捕獲的海產量佔濟州的六成，因此也被稱為「濟州的母親」。

## 民族分佈、人口與語言

### 人口
海女的人數從1960年代的26,000人到現在僅剩4500人，甚至其中60歲以上的人口佔84%，顯示了海女的老年化。海女從15歲工作到70至80歲，或是更高齡。

### 地理分布
濟州各島嶼，如濟州島、牛島都有海女文化，她們也會在朝鮮半島沿海四處遷移，進行捕撈後帶物資回濟州。甚至也有海女遠赴中國大連、青島、日本、俄羅斯作業。

濟州島位置

### 語言
使用韓語和濟州道通行的濟州方言，濟州方言與半島的語言差異極大，幾乎不能相通。濟州方言和濟州歌謠均是韓國無形文化遺產。

## 地理環境
濟州島是一個火山島，被稱為三多島：石多、風多、女人多。海岸有許多高聳懸崖，佈滿黑色岩石，來自島中央的死火山——漢拿山。濟州島因其火山地形及熔岩洞於2007年被列入世界遺產，是韓國著名的觀光景點。濟州道除了濟州島外，還有60餘個島嶼，其中有八個是有人島，分別為：飛揚島、牛島、上揪子島、下揪子島、橫干島、秋浦島、加波島和馬羅島。濟州島離朝鮮半島有段距離，海風讓樹木難以生長，加上貧瘠的土壤讓耕地面積僅佔總面積的29%，導致島上的居民生活貧困，對待海洋有如田地，稱之為「海洋農場」，仰賴海洋資源。

關於各種海產的時節：鹿尾草和滸苔捕獲期為7月～8月，其他藻類為4月~5月，鮑魚為10月到6月，海膽為5月~7月，海參為冬季，海螺、鮑魚、海參、海膽等夏天是繁殖期，禁止捕捉。海膽因收成季節和大麥相同，被稱為「大麥海膽」（보리성게）。

## 世界遺產

### 趕海
海女最大的特點就在於運用自由潛水方式漁獵，即不配戴氧氣筒和任何水下供氧設備，依靠單一口氣來回水面。海女是熟练的潜水师，她们可以在水下憋气2分钟并下潜到20米深的水里面。現代海女的裝備僅有：膠鞋、潛水衣、護目鏡、救生繩，還要身負工具：尖刀和漁網，還有在海中休息時依靠的圓形浮球（Tewak），有時需要背負幾十公斤的收穫。趕海分成兩種形式：從岸邊出發（gotmuljil）和坐船出海再潛水(baetmuljil)，前者直接游泳至潛水處，所以地點會離村莊較近，資歷淺的和年長的海女會選擇鄰近的海域，後者出海時準備火盆避免潛水後失溫。這樣的潛水技能需要長時間的訓練及個人經驗的累積，海女們在8歲時就在淺海學習，15歲時進入海女童軍，只有在她們能夠精確掌握在水下的氧氣及壓力和對水面的距離估測時，她們才能上工，錯估剩下多少氧氣是十分危險的事，也影響著個人收穫的能力。海女每天潛水100多次，每次維持約一分鐘，一年約工作90天，儘管臘月寒冬，一天七小時都在海水裡採集獵物，如鮑魚、章魚、海膽、海參、海螺、鹿尾菜、甲殼類動物。她們在探出海面呼氣時，會發出一種獨特的、淒婉的口哨聲（숨비소리），聽起來像「呼伊呼伊」，這麼做除了讓海女們得到新鮮的空氣，還能在很短的休息中延長在海下的工作時間。在生理方面，海女擁有絕佳的肺容量、抗壓性和抗寒能力，還有敏捷的神經可以閃躲大魚。潜水者必须面对其他危险比如章鱼和鲨鱼。上岸後海女們會聚集在海邊的小屋（Bulteok）盥洗、休息，圍著火堆前輩會教授知識技能。

### 階級
海女的工作環境充滿危險，單人的海女無法存活，為了安全，她們會成群入海，並擁有明確的階級區分，地位由高到低主要分別為：上軍、中軍、下軍，另外還有大上軍及潛水童軍。她們嚴守這個階級，年輕的海女會避開年老或虛弱的海女潛水的淺海，甚至連在岸上的休息位置也依照地位區分。這個階級的區分標準並非全然靠努力可以取代，海女認為領袖特質是上天賦予的，要成為上軍的條件有實力、年齡和品行，都兼顧的海女才能帶領海女共同體，而大上軍為領袖。在濟州島有大約100個海女群體，原則上一個村莊一個群體，群體之間有嚴格的界線規定、海產的區分和捕抓的方法，以確保海洋的永續。每當出現問題，城鎮將會舉辦會議，進行開放式的討論，直到每個海女都了解和接受。最賦予每個成員責任感的活動是每年兩到三次的海岸清理活動（The Gaettakie），海女會從他們的母親和前輩學習清理方法，主要清理海岸岩石上的海草（badangpul）。在1980年代之後，在海藻養殖開始之前，採收海藻和曬乾作業是整個海女社會最重要的事，海女的家人都會來幫忙。曬乾後分裝成一袋30或一袋60公斤販售，不論個人的採獲數量，海藻是公共財產。

### 生態觀
海女的知識範圍包含海洋、潮汐、風、海洋生物和經驗，她們能認出海洋地形、海水漲退，以及海洋生物的生態習性，她們知道海中的每塊石頭及每個物種的分布地，並且遵循永續的方式捕撈（heotmurae），嚴格禁止在繁殖期間抓捕生物，禁止捕捉太小的生物，如寬度7公分以下的海螺、3.5公分以下的小鮑魚和10公分以下的鮑魚，同時她們認為過度捕撈這種貪心的行為是不可取的，遏止慾望是最重要的課題。海女對自然特別擁有感情，也懂得珍惜，她們不只是最了解大海的人，也被稱為生態的保護者。

## 歷史沿革
濟州島的潛水活動，由上貢的珍珠來判斷，早在朝鮮三國時代（西元前57年～西元668年）之前就已出現，直到十七世紀初，負責採集鮑魚都是男性潛水員，並稱為浦作人，女人主要負責採集淺海處的海帶。在官員的私慾之下，進貢的數量增加了數倍，男人受不了苦役，大量的死去或逃走，部分出征後就沒有歸來，剩下來的女人被迫扛起勞役的重擔，接过潜水（被认为是低等的工作）的工作。在1629年的地方誌中首次提及海女收穫鮑魚，十八世紀的文獻指出，若海女無法交出足夠數量的乾鮑魚，官員會鞭打父母親或丈夫，甚至迫使懷孕的海女潛入冰水。在朝鮮時代的朝鮮王朝實錄、李益泰的《知瀛錄（지영록）》魏伯珪的《存在全書》中都有海女的紀錄。
由于济州的大部分经济来源于海产，所以这成为了主要经济来源。也可以说女性比男性更适合潜水的工作，因为她们的体脂肪可以帮助保温而且比男性更适合游泳。因此，她们往往会成为是一个家庭的“家长”。在马罗岛成为吸引人的旅游圣地之前，海产品几乎是唯一的经济来源，于是这里的性别地位几乎倒置。男性通常从事在家带孩子和购物的工作，而女性则承担起赚钱养家的重任。

### 污名
即使海女在島嶼經濟上有著重要貢獻，過去海女因沒有潛水衣，自製的潛水服裝暴露體膚，而被島民罵為「潛女」意指「放蕩的女性」，從事這個職業並不受人尊重。經過長時間的污名化認同，海女們拒絕工作時被他人拍攝，不喜歡被別人談論，甚至不希望海女紀錄片在濟州上映。

### 抗日
在朝鮮日佔時期個性獨立且堅毅的海女們在面臨日本殖民者的掠奪和歧視時，選擇站出來反抗，在副春花、金玉蓮等人的領導下，1932年1月濟州島海女的抗日運動在舊左邑一帶發起，以成山、就鎖地區為中心，兩年內共230起運動，有1.7萬海女響應，被稱為韓國歷史上規模最大的女性抗日運動，不只大大鼓舞了濟州人民的抗日意志，更為整個韓國的全民抗日奠定一個強大的基礎。今日濟州政府感念當時海女們的愛國精神，在發起地設立了一個濟州海女抗日紀念公園，樹立著紀念碑和海女雕像。

## 社會、家庭與婚姻

### 半母系社會
韓國本島社會受到儒家影響，是男尊女卑的，相較之下，濟州島顯得很不一樣，深受海女文化的影響，濟州女性是性別平等的代表，在社會上和家庭經濟上能維持獨立，如出海或農耕，而男性負責採買和育兒，婚嫁時重視男方的聘禮，不同於半島有聘禮之同時須付出相應的嫁妝。從餐桌上也可以看出不同，濟州島的傳統餐桌是圓形的，家庭成員可以一起吃飯，而本島是單桌分餐制，按照身份差異擺桌，另外還有祈求趕海平安的海神祭典也只有女性能夠參加，以女性為中心的濟州還保有母系社會的痕跡。 濟洲日報的編輯高媚（Koh Mi）曾參與九年的海女研究項目，她說：「海女被認為是韓國最早的工作母親，是女性獨立和力量的象徵。」如濟州島的離婚率是韓國最高的，被認為是源自於海女經濟上的獨立。

### 服飾
過去海女工作時只穿自製棉質服裝，稱為海女服，平時則穿一種葛布製的衣服，稱為褐衣。直到1970年代日本製的橡膠潛水服才普及化。目前政府也為了保存傳統為她們購買潛水服。

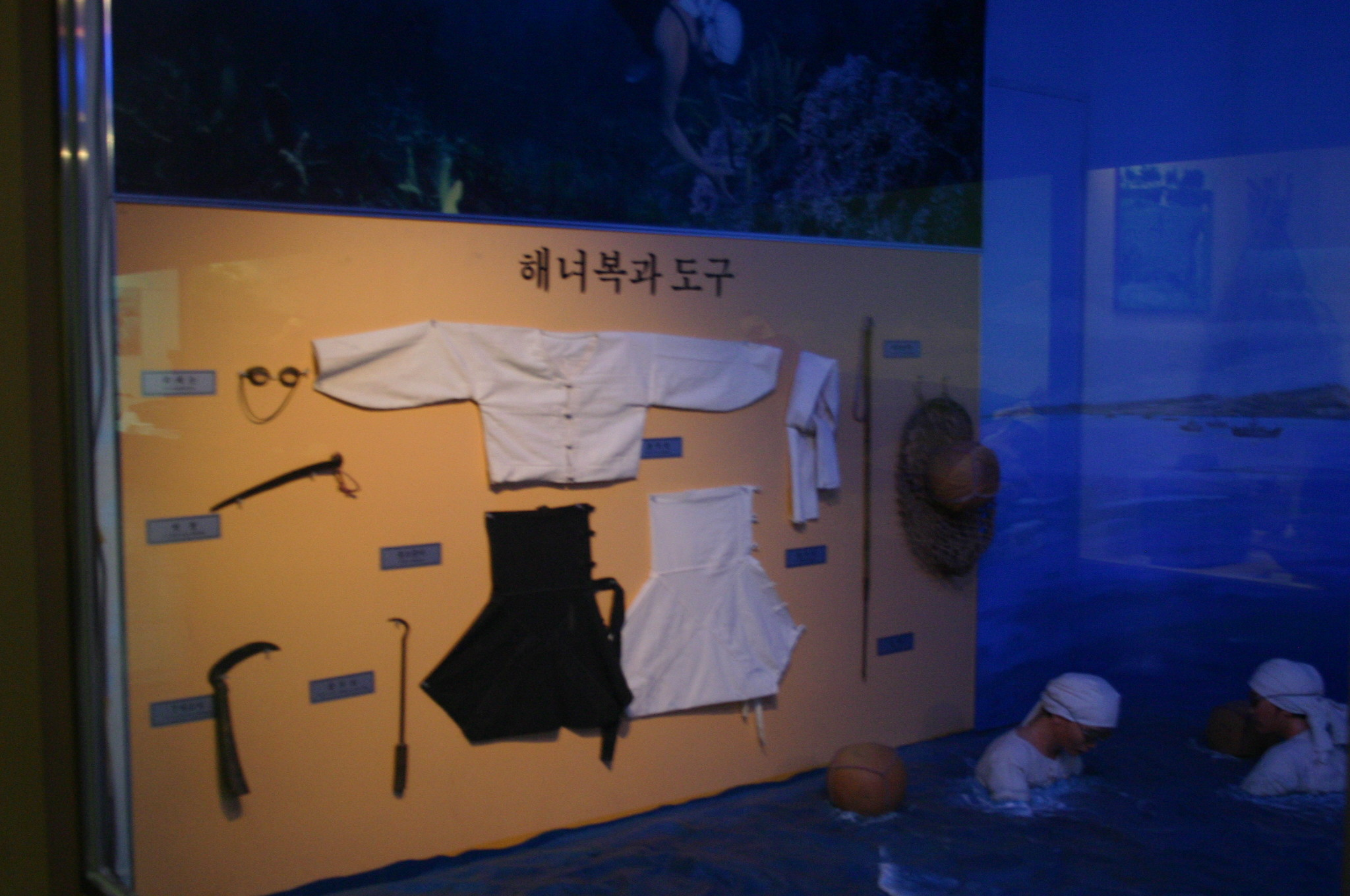
自製棉衣
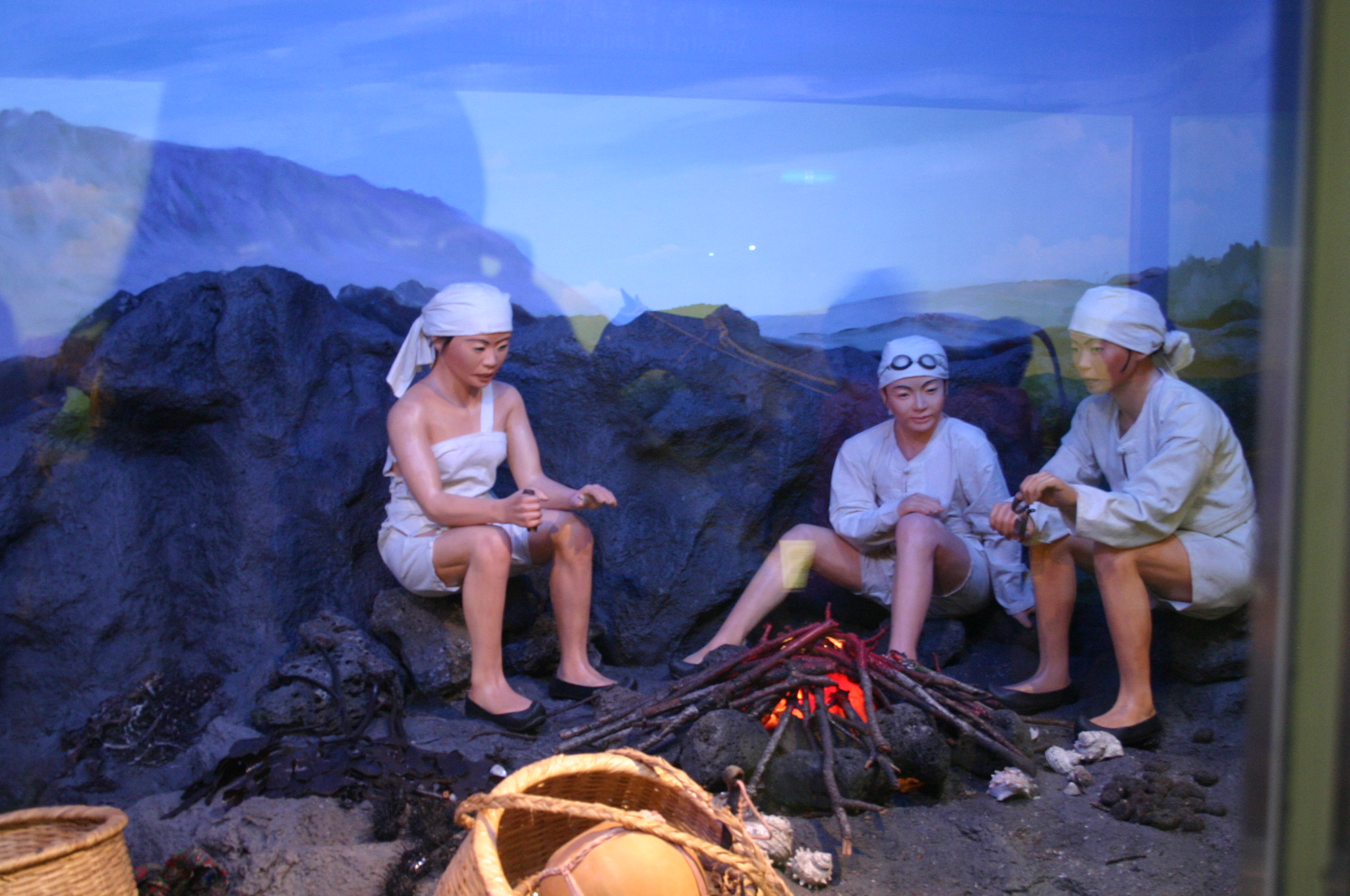
過去穿著自製棉衣的海女們
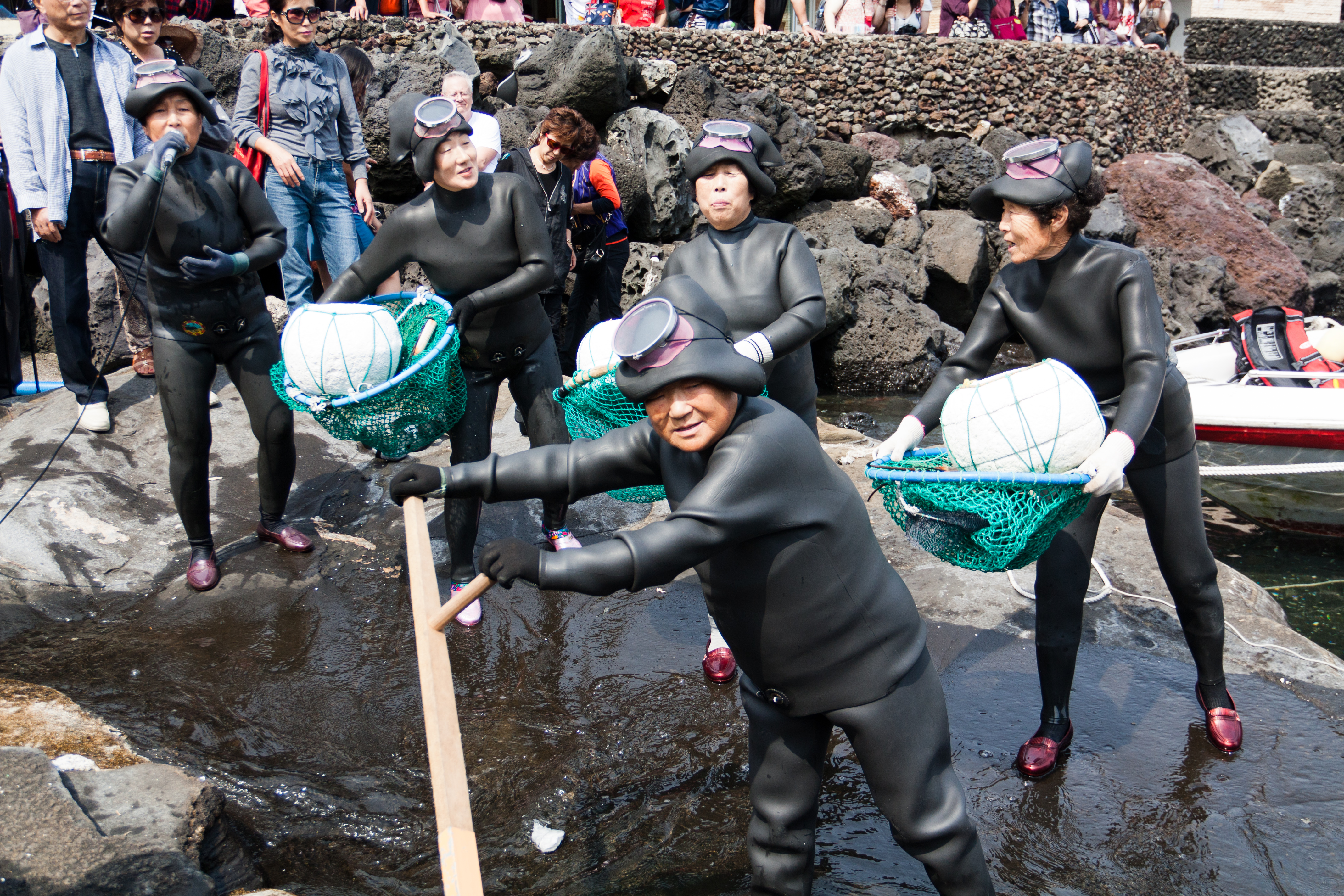
穿著橡膠潛水服的海女們

## 現況

### 困境
高齡化的問題在海女之間特別嚴重，濟州政府官員楊熙凡曾在2014年說過「未來20年內多數海女都會相繼離世，除非能招募新人」村莊潛水組織的管理人Kim Hong-chul也說：「現存的海女們是最後的海女，這些海女之所以選擇這個職業是因為缺乏教育沒有其他工作選擇，而現代的濟州女性有不同的追求，這就是我們現在的困境。」也有受訪的海女表示自己的女兒不會游泳。隨著高齡海女們生理機能退化，潛水伕病和關節炎愈來愈普遍，本來就很險峻的工作似乎更加危險。海女在工作時時常遇到食人鯊魚、雷擊、暴雨，也可能在工作時發病導致溺水，最常見的為心肌梗塞。《水下呼吸》紀錄片的導演高英希在牛島觀察海女生活七年後發現，每年都會發生死亡事故，超過一半的死因為在水下呼吸，因此取為片名。
同時，海水水溫上升造成的「白化現象」、海洋資源的枯竭和養殖業的發達都是海女文化發展的阻力。

### 文化保存
在海女按照傳統保護著海岸的同時，法律也盡一份力：即使是擁有海女證的海女，仍被規定只能在自己漁村的漁場進行捕撈。濟州政府於2007年開辦翰林海女學校，在該學校充分學習和實踐以後可以獲得海女資格證，向海女協會登記成為真正的海女，對於在學的海女提供專業文化及潛水健康管理課程，且補助學費的90%，目的就是為了不讓濟州的代表文化斷後。政府為了完整保存獨特的海女文化，於2006年設立了海女博物館，館內展出海女生活的各個場景和工具服裝的模型，詳細介紹海女文化，結合體驗館、美術館，並自2015年開辦海女文化學院，聘請海女及專業學者針對大眾講課，讓更多人知道海女的價值。另外在濟州Aqua Planet海洋世界有著海女表演秀，邀請海女在超大型水槽以平時的模樣進行捕撈，讓大眾可以直接視覺體驗海女的工作。

### 申遺
2016年12月，韩国济州海女文化申遗成功，被列入联合国教科文组织人类非物质文化遗产名录。
日本也有海女，主要採集珍珠、鮑魚，在日本由南至北九個縣的海岸均有海女文化，與韓國海女不同的是她們可以坐船出海再潛入水中，也有不同的出海模式，目前也在積極準備申請聯合國教科文組織非物質文化遺產。

台灣東北角、基隆一帶亦有海女，唯人數較少，今傳承不易。

## 相關作品
- 金春澤《北軒先生文集》第十三卷 《潛女說》中對海女有詳細記載。
- 《人渔公主（英语：My Mother, the Mermaid）》，2004年的韩国电影，介绍一位母亲（曾是一名海女）和她的女儿。
- 於2009年，在韓國MBC電視台播出的令人垂涎之島，主角即為17世紀耽羅島的海女。
- 吞噬太陽，2009年的一部韩国电视剧，主角的母亲是个海女。
- 於2016年九月，導演高英希（고희영）和攝影家金亨宣於牛島觀察並拍攝七年的紀錄片《水下呼吸》（Breathing underwater）上映。該片獲得國內外電影界的高度關注，如全州國際電影節的發   行支援獎及評委特別提名獎，及受邀參加2016年英國亞洲電影節、柏林亞洲電影節和瑞典DINT電影節。
- 《歡迎回到三達里》，2023年的一部韩国电视剧，主角們的媽媽都是一群身兼多職的海女，除了海女身份還有其他工作維持生計。
- 苦盡柑來遇見你，2024年的一部韓國電視劇，主角（IU飾）的媽媽是一位海女。

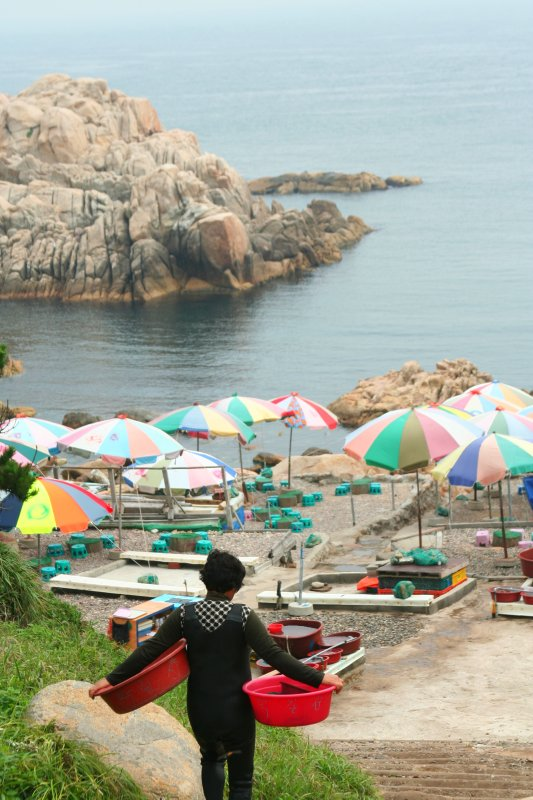
蔚山，一名拿着篮子的海女。
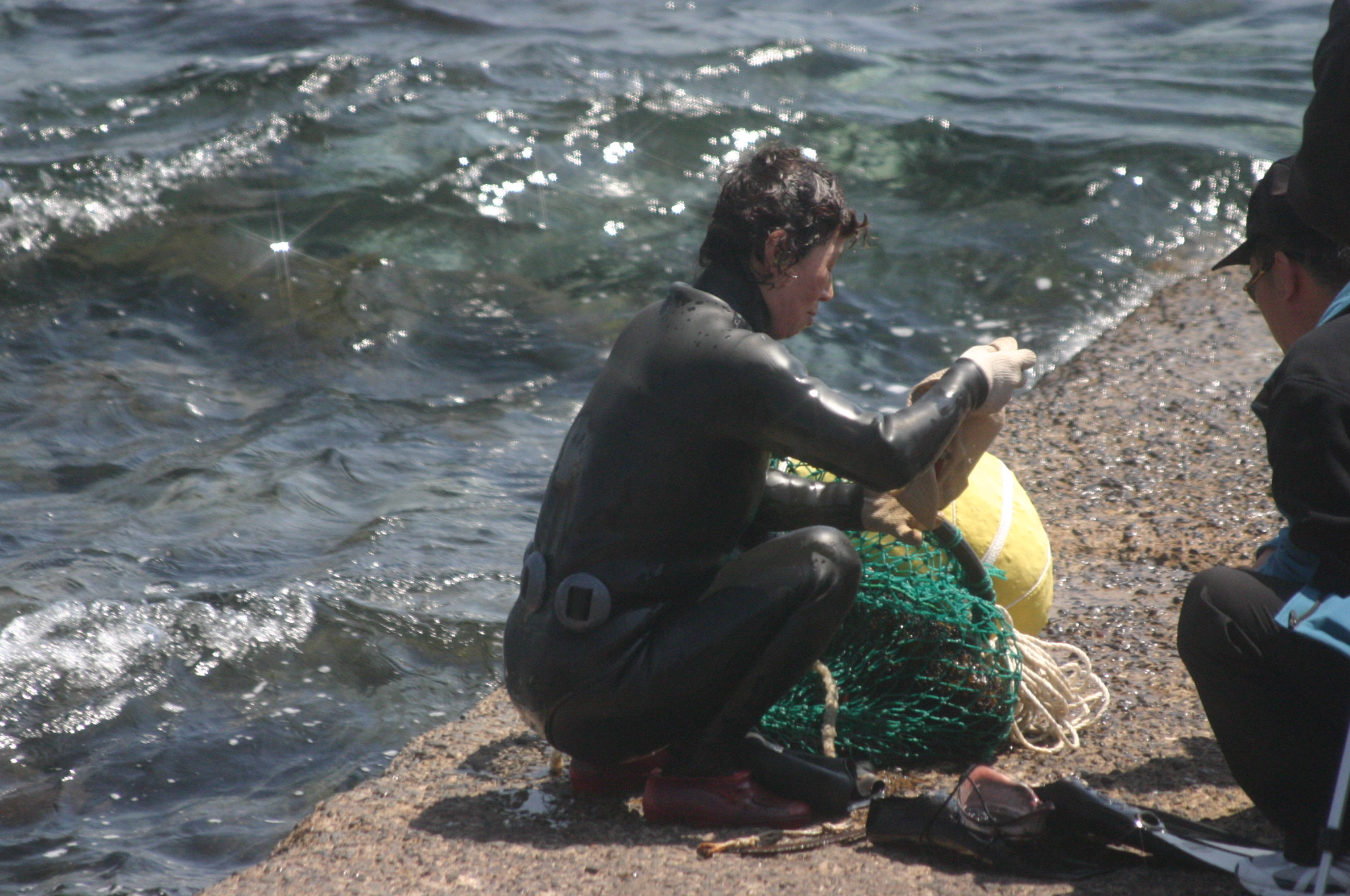
济州岛，一名刚从海里出来的海女在向岸上的人出售她采集到的海产品。
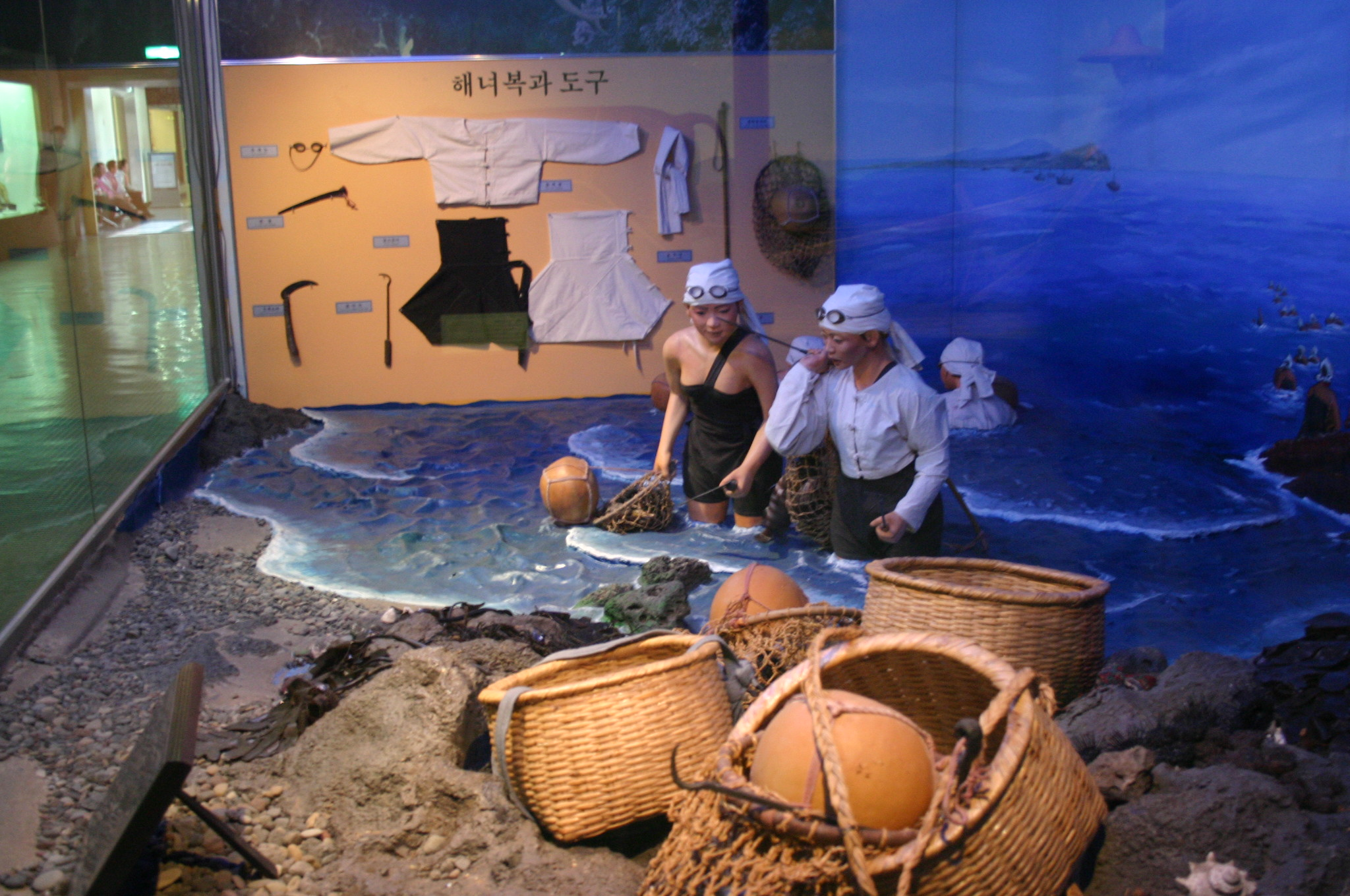
济州岛的博物馆里展出的过去的海女。

## 外部連結
- 呼吸口哨聲影片
- Culture+Travel杂志上关于济州岛海女的报道 （页面存档备份，存于）